# Gens Menenia
La gens Menenia era un'antichissima famiglia patrizia autoctona esistente già ai tempi di Romolo, ed inclusa nelle cento gentes originarie ricordate dallo storico Tito Livio. 

## Origine e territorio
Secondo l'illustre studioso Theodor Mommsen la remota origine di questa famiglia si evince dal fatto che essa diede il nome ad una delle antiche tribù rustiche, l'omonima Tribù Menenia, che comprendeva nel Lazio Preneste, ed in Campania Pompei, Ercolano, Nuceria Alfaterna, Salerno, Sorrento, Stabia e Verona al quale sono stati ritrovati resti di equipaggiamento risalente ad età imperiale lo stesso ritrovato in Galles e Scozia raffigurante pitture della gens.
La gens Menenia si divise successivamente in vari rami, tra cui i quali il più famoso è quello degli Agrippa; troviamo inoltre i Lanatii.
I Menenii ebbero un ruolo di primo piano durante l'età repubblicana e furono spesso presenti nelle maggiori magistrature: i suoi membri ricoprirono il consolato per ben 11 volte.  

## Personaggi illustri
Tra gli illustri personaggi della gens Menenia ricordiamo:
- Agrippa Menenio Lanato, console nel 503 a.C. con  Publio Postumio Tuberto, è il personaggio più famoso della gens Menenia, conosciuto generalmente come Menenio Agrippa. Da console ottenne una grande vittoria nella perdurante guerra contro i Sabini. Inoltre secondo la tradizione, in occasione della secessione della Plebe sull'Aventino avvenuta nel 494 a.C., tenne un famoso discorso al popolo sulla controversia tra lo stomaco e le altre membra del corpo, per far comprendere la necessità della concordia tra classi sociali per preservare l'unità e la forza di Roma. Secondo alcuni studiosi fu in tale occasione che venne istituita la magistratura dei Tribuni della plebe.
- Tito Menenio Agrippa Lanato, figlio del precedente (Agrippae f. C.n.), console nel 477 a.C. con Gaio Orazio Pulvillo, della gens Orazia.
- Tito Menenio Lanato, (Agrippae f. Agrippae n.), console nel 452 a.C. con Publio Sestio Capitolino Vaticano.
- Lucio Menenio Lanato, (T. f. Agrippae n.), console nel 440 a.C. con Proculo Geganio Macerino.
- Agrippa Menenio Lanato, (T. f. Agrippae n.), fratello del precedente, console nel 439 a.C. con Tito Quinzio Capitolino Barbato e  tribuno militare con potestà consolare nel 419 a.C. con P. Lucrezio Tricipitino, Spurio Nauzio Rutulo, Gaio Servilio Axilla. Nuovamente Tribuno militare nel 417 a.C. con P. Lucrezio Tricipitino, Gaio Servilio Axilla e Spurio Veturio Crasso, della gens Veturia.
- Licinio Menenio Lanato, Tribuno militare con potestà consolare nel 387 a.C. con Lucio Papirio Cursore (della gens Papiria), Gneo Sergio Fidenate Cosso (della gens Sergia), Lucio Emilio Mamercino (della gens Aemilia), Lucio Valerio Publicola (della gens Valeria). Nuovamente Tribuno militare nel 380 a.C. con Lucio Valerio Publicola, Publio Valerio Potito Publicola, Sergio Cornelio Maluginense (della gens Cornelia), Gaio Sulpicio Petico, Lucio Emilio Mamercino, Gneo Sergio Fidenate Coxo (della gens Sergia), Tiberio Papirio Crasso e Lucio Papirio Mugillano (entrambi della gens Papiria. Fu ancora Tribuno militare nel 378 a.C. con Spurio Furio, Quinto Servillio Fidenate, Publio Clelio Siculo, Marco Orazio (della gens Horatia), Lucio Geganio Macerino; di nuovo ricoprì tale carica nel 376 con Servio Cornelio Maluginense (della gens Cornelia), Servio Sulplicio Pretestato, Lucio Papirio Crasso (della gens Papiria), Gaio Licinio Stolone, Sestio Terano.